# Microsoft Windows XP Professional x64 Edition
Windows XP Professional x64 Editionはマイクロソフトが2005年に発売した、x64パーソナルコンピュータ用のオペレーティングシステムである。x64アーキテクチャによる拡張64ビットメモリアドレス空間を使用するよう設計されている。
64ビットに移行したことによる最大のメリットは、使用可能な最大RAMが増えたことにある。Windows XP 32ビット版は合計4GBに制限されている。64ビットコンピュータの理論上のメモリ制限は約16EB（171億GB）だが、Windows XP x64では物理メモリが128GB、仮想メモリが16TBに制限されている。
Windows XP Professional x64 Editionは「Windows XP」と称しているが、32ビット版XPではなくWindows Server 2003と同じカーネルおよびコード体系を使用しており、サービスパックもServer 2003向けのものを適用する。いわば「クライアント版Windows Server 2003」と言うべき存在である。しかしながら、Windows Server 2003には搭載されていないシステムの復元、Windows Messenger、高速なユーザー切替、ようこそ画面、セキュリティセンターやゲームといったWindows XPのクライアント機能はx64 Editionにも搭載されている。クライアント版Windowsにおける32ビット版と64ビット版のコードの統一は、次代のWindows Vistaの登場を待つことになる。
Itaniumアーキテクチャ向けに設計されたWindows XP 64-bit Editionとは別の製品である。但し、開発初期段階では、Windows XP Professional x64 Editionは「Windows XP 64-Bit Edition for 64-Bit Extended Systems」という名前であった。

## 利点
- 最大128GBのRAMをサポート[12]
- 最大2基の物理CPU（別々の物理ソケット）および64基の論理プロセッサ（同一CPUのコアやスレッド数）をサポート
- 32ビット版Windows XPより新しいWindows Server 2003カーネルを使用しており、スケーラビリティを拡張している[13]。Windows XP Professional x64 Editionではルートキットの除去に効果があるKernel Patch Protection（PathGuardとしても知られる）が搭載された[14]
- SP1以降でGPTパーティションのディスクをデータ用ドライブとしてサポートし（起動用には使えない）[15]、2TBを超えるディスクを単一のGPTパーティションで使えるようになった
- 64ビットハードウェアに最適化されたソフトウェアで、より高速な音声や映像のエンコード、コンピュータゲーム、3Dレンダリングを可能にした
- Internet Information Services (IIS) バージョン6.0が付属。32ビットエディションのWindows XPはIIS v5.1が付属する
- Windows Media Player (WMP) バージョン10が付属[16]。WIndows XP ProfessionalではWMP8が付属するが、全てのWindows XPエディションでWMP11が利用可能である
- Windows Server 2003で改善されたIPsec機能[17]
- Windows Server 2003で搭載されたシャドウコピー[18]
- Unicodeキーボード入力をサポートするリモート デスクトップ サービス、クライアントサイドのタイムゾーンリダイレクト、GDI+レンダリング関数のパフォーマンス改善、FIPS暗号化、代替プリンタドライバ、自動再接続および新しいグループポリシー設定[19]
- 32ビットおよび64ビット版Windows XPからの設定の移行をサポートする、ファイルと設定の転送ウィザード[20]

## ソフトウェアの互換性
Windows XP Professional x64 EditionはWindows-on-Windows 64-bit (WOW64) という技術を利用して32ビットアプリケーションの実行を可能にしている。これはItanium用のWindows XP 64-bit Editionで最初に使われ、後にx64エディションのWindows XPおよびWindows Server 2003に搭載された。
x64アーキテクチャはハードウェアレベルで32ビット命令をサポートしているため、WOW64は単純にプロセスを32ビットと64ビットでモードを切り替える。そのため、x64アーキテクチャマイクロプロセッサで32ビットWindowsアプリケーションを実行するときにパフォーマンスが落ちることはない。Itaniumアーキテクチャでは、WOW64は32ビットx86命令を64ビットItanium命令に変換することでプロセッサはそれを実行できるようになる。全ての32ビットプロセスはWindows タスク マネージャーに "*32" と表示され、64ビットプロセスには表示されない。
32ビットアプリケーションを透過的に実行できるものの、同じプロセスに両方のコードが混合することは許されていない。64ビットプログラムは32ビットダイナミックリンクライブラリ (DLL) を使うことができず、また32ビットプログラムは64ビットDLLを使うことができない。これは、ライブラリの開発者は32ビット版と64ビット版の両方のバイナリを供給する必要があることを意味する。特に、エクスプローラの32ビットシェル拡張は64ビット版エクスプローラでは機能しない。Windows XP x64 Editionでは32ビット版と64ビット版の両方のエクスプローラが付属する。32ビット版を既定のWindowsシェルとすることはできる。また、Windows XP x64 Editionは32ビット版と64ビット版の両方のInternet Explorer 6を搭載しており、ユーザーは64ビット版でブラウザ拡張機能やActiveXコントロールを使用することができない。
Windows XP x64 Editionでは64ビットドライバはサポートされていないが、メディアプレーヤーが32ビットであるように32ビットコーデックがサポートされている。

## プログラムのインストール
既定では64ビット (x64) Windowsプログラムは"C:\Program Files"フォルダに各自のフォルダを作成してそこにインストールされる。32ビット (x86) Windowsプログラムは "C:\Program Files (x86)"フォルダの中に同じようにしてインストールされる。

## 既知の制限
Windows XP Professional x64 Editionにはいくつか特筆すべき問題が存在する。
- NTVDMまたはWindows on Windowsを搭載していないため、16ビットアプリケーションまたはネイティブMS-DOSアプリケーションは動作しない[24]。いくつかの古い32ビットアプリケーションは16ビットインストーラを使用しているが、ACME Setupバージョン2.6、3.0、3.01、3.1およびInstallShield 5.xのような16ビットインストーラはWOW64によって置き換えられるようになっており、この問題を回避している[23]。
- 64ビットドライバのみサポート[23]
- 全ての32ビットエクスプローラ用シェル拡張は64ビットエクスプローラでは動作しない[21]。しかし、Windows XP x64 Editionでは32ビット版エクスプローラも付属する。これを既定のシェルとして設定することもできる[25]
- コマンドプロンプトは全画面で使用できない[要出典]
- Type1フォントをネイティブにサポートしていない[要出典]
- Web Extender Client component for Web Folders (WebDAV) を搭載していない[26]
- Outlook Expressでスペルチェックを利用できない[27]
- IEEE 1394 (FireWire) オーディオがサポートされていない[28]
- PCのRAMが4GB以上の場合は休止状態をサポートしていない[29]

## サービスパック
前述の通り、Windows XP Professional x64 EditionのRTM版はWindows Server 2003 Service Pack 1のコードがベースになっている。Windows XP Professional x64 Editionは32ビット版Windows XPとは異なるコードベースに基づいて設計されているため、サービスパックも別々に開発される。Windows XP x64 Edition用のService Pack 2は2007年3月13日にリリースされ、早期にリリースされた32ビット版Windows XP用Service Pack 2とは異なるものである。実際、2004年9月2日に既にリリースされていた32ビット版Windows XP用のService Pack 2で追加された多くの主要な機能が、x64のRTM版で既に実装されている。Service Pack 2はWindows XP Professional x64 Edition用の最後のサービスパックである。